# Кам'яниця Чарниша

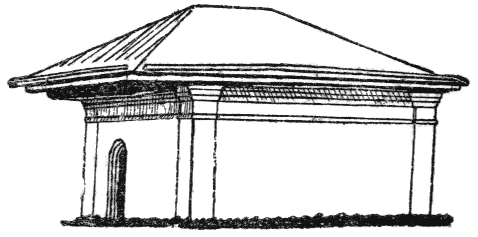
Загальний вигляд кам’яниці Чарниша (малюнок)

Загальний вигляд кам’яниці Чарниша (фото)

Кам’яниця Чарниша — пам’ятка архітектури початку XVIII ст., одна з небагатьох пам'яток цивільної архітектури козацької доби, що збереглись на Лівобережжі. Знаходиться у селі Великі Сорочинці Полтавської області, неподалік Спасо-Преображенської церкви. Збудована очевидно тоді ж коли і Преображенська церква, з якою була пов’язана ходами. Пізніше належала поміщику Чарнишу, який використовував її як льох. Досліджена в 1928 р. пам’яткознавцем Стефаном Таранушенком.
Кам’яниця Чарниша мурована з цегли розміру 29×15×7 см. У XIX ст. під час реставрації було замінено покриття й влаштовано новий вхід. Кам’яниця складалась із двох чотирикутних у плані камер. Перша — надземна — мала первісно вхід у лівій стороні. Розмір її — приблизно 4,5×4,5 м, вона була перекрита дерев’яною стелею і залізним дахом. У центрі її починались східці вниз до другої камери, підземної. Ця камера в плані — продовження першої, але вона повернена під кутом до головної осі надземної камери. Розмір її — приблизно 4,5×8,5 м. Перекрита вона була жолобом, що колись відкривався безпосередньо в першу камеру, а пізніше на межі камер влаштована мурована стіна з дверима. Нижня камера навпроти входу вгорі, нарівні землі мала вузеньку заґратовану люкарну.
Будівля очевидно мала господарське призначення, цим вона подібна до кам’яниці Дараганів у Козельці. У 2017 р. пам'ятку було відреставровано: плаский дах замінено на двоскатний, побілено стіни та розчищено підземні ходи.

## Галерея

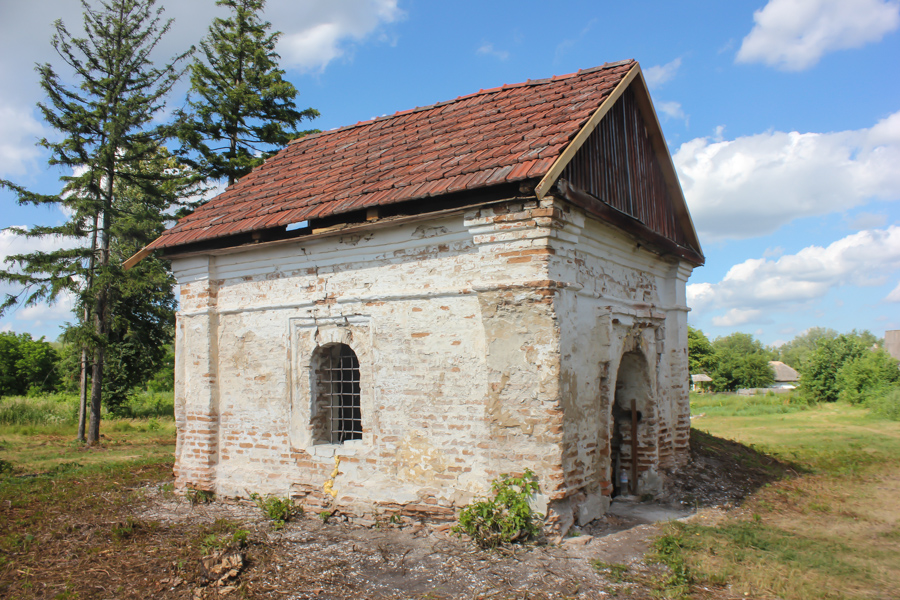
Сучасний вигляд
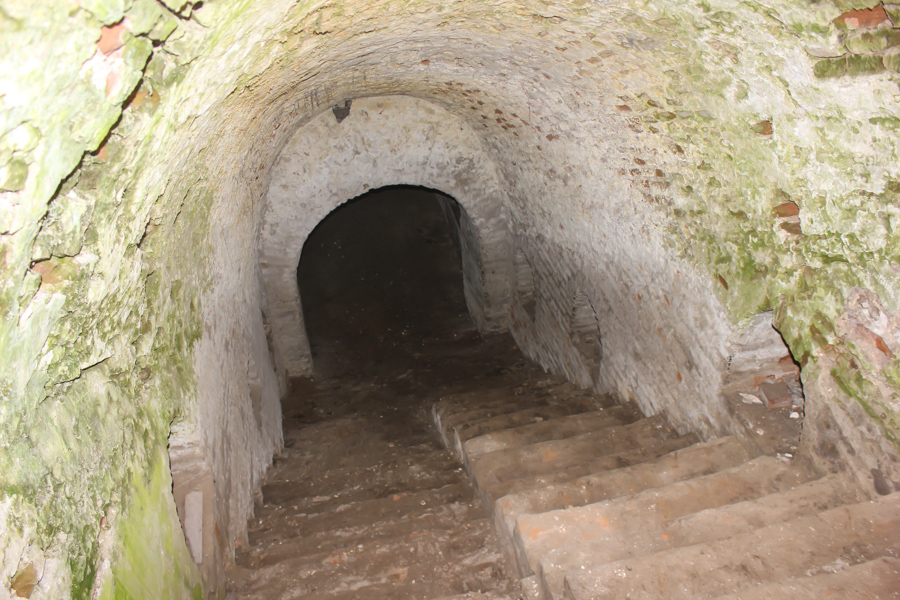
Сходи
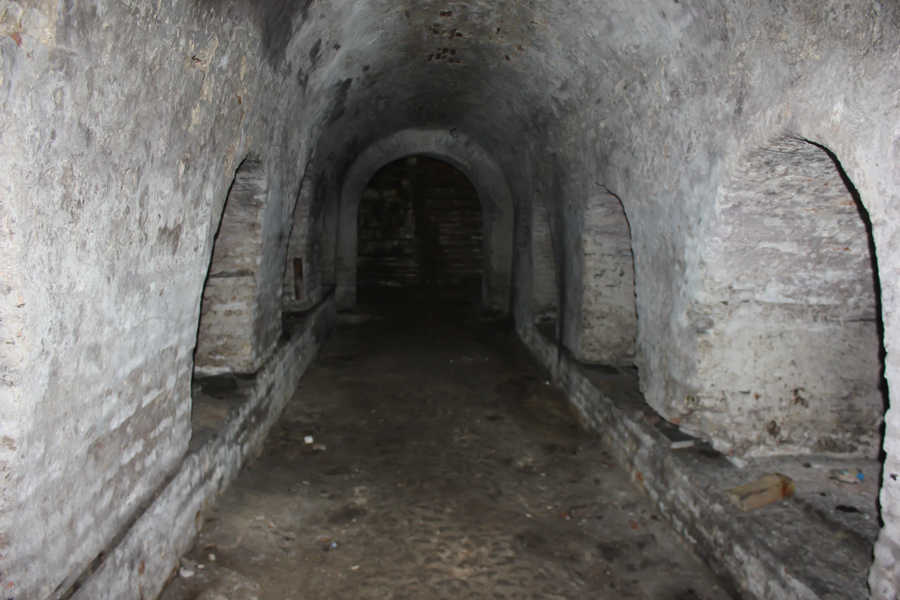
Підземний об’єм
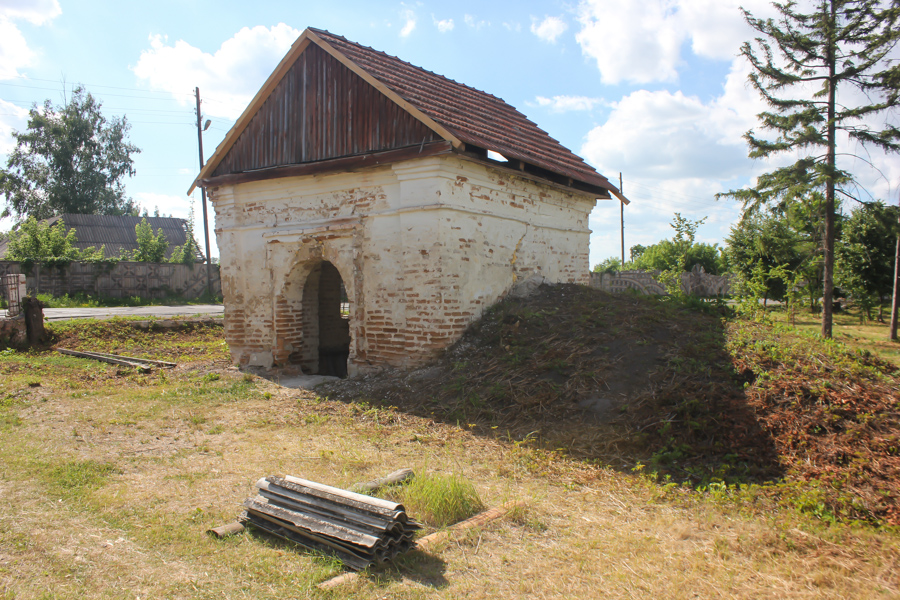
Сучасний вигляд